# Lăutar
A Lăutar (magyarul: Hegedűs) egy dal, mely Moldovát képviselte a 2012-es Eurovíziós Dalfesztiválon. A dalt a moldáv Pasha Parfeny adta elő angolul.
A dal a 2012. március 11-én rendezett moldáv nemzeti döntőben nyerte el az indulás jogát.
Az Eurovíziós Dalfesztiválon a dalt először a május 22-én rendezett első elődöntőben adták elő, a fellépési sorrendben tizenhetedikként az osztrák Trackshittaz Woki mit deim Popo című dala után, és az ír Jedward Waterline című dala előtt. Az elődöntőben 100 ponttal az ötödik helyen végzett, így továbbjutott a döntőbe.
A május 26-án rendezett döntőben a fellépési sorrendben utolsóként, azaz huszonhatodikként adták elő, az ukrán Gaitana Be My Guest című dala után. A szavazás során 81 pontot kapott, mely a 11. helyet helyet jelentette a 26 fős mezőnyben. A maximális 12 pontot egy országtól, Romániától kapta meg.
A következő moldáv induló Aliona Moon O mie című dala volt a 2013-as Eurovíziós Dalfesztiválon.